# 工藤英一
工藤 英一（くどう えいいち、1944年（昭和19年） - ）は、日本の農業経済学者。専門は農業経済学。農学博士（北海道大学）。酪農学園大学名誉教授。鳥取県出身。後に北海道帯広市に移住。

## 略歴
1968年、酪農学園大学酪農学部農業経済学科卒業。1970年、東京農工大学大学院農学研究科修士課程修了。1975年、北海道大学大学院農学研究科博士課程修単位取得退学。日本学術振興会研究員。1976年、酪農学園大学酪農学部助手。1977年、雪印メグミルク酪農総合研究所研究員。1982年『酪農経営の経済性に関する研究』で農学博士の学位を取得。1983年、酪農学園大学酪農学部農業経済学科教授。2010年、酪農学園大学定年退職。引き続き同酪農学部教授として嘱託採用。専修大学北海道短期大学商経社会総合学科客員教授。2011年酪農学園大学嘱託終了。同名誉教授。酪農学園大学大学院酪農学研究科非常勤講師。2012年専修大学北海道短期大学退職。

## 出版物
主著
- 『農業政策学（農業経済学ライブラリー 2）』（酪農学園大学エクステンションセンター、2000年）
- 『地域経済論 : 地域経済を支える人々 : 江別編』（編著、共同文化社、2010年）
- 『試行錯誤する農業政策』（編著、共同文化社、2010年）

関連書籍
- 『農業政策と地域農業 : 工藤英一教授退任記念論文集 : 農業経済学科論文集』（編、酪農学園大学農業経済学科、2011年）